# Milanówek
Milanówek é um município da Polônia, na voivodia da Mazóvia e no condado de Grodzisk Mazowiecki. Estende-se por uma área de 13,44 km², com 16 419 habitantes, segundo os censos de 2016, com uma densidade de 1221,7 hab/km².